# Hársas törmeléklejtő-erdő
A hársas törmeléklejtő-erdő (Mercuriali-Tilietum) a sziklai sztyepperdő nedvesebb, északnak néző oldalakon kialakuló változata.
Lombkoronaszintjének domináns fajai:
- nagylevelű hárs (Tilia platyphyllos),
- közönséges gyertyán (Carpinus betulus),
- kocsánytalan tölgy (Quercus petraea);

gyakori még a magas kőris (Fraxinus excelsior).
Gyepszintjének jellemző fajai:
- erdei szélfű (Mercurialis perennis),
- egyvirágú gyöngyperje (Melica uniflora),
- őzsaláta (Smyrnium perfoliatum).

A társulásban sok a szteppfaj.